# Equazione di Washburn
In fisica, l'equazione di Washburn descrive il flusso capillare di un liquido in una serie di tubi cilindrici paralleli.
La formula prende il nome dal chimico statunitense Edward Washburn. È conosciuta anche con il nome di equazione di Lucas-Washburn, dato che Richard Lucas aveva scritto una formula simile tre anni prima; oppure equazione di Bell-Cameron-Lucas-Washburn, considerando la scoperta della forma dell'equazione di J.M. Bell e F.K. Camero nel 1906.

## Descrizione
La formula è:
{\displaystyle P={\frac {2\sigma }{r}}\cos \phi }
dove P è la pressione che occorre applicare per fare entrare il mercurio nei pori di raggio r, {\displaystyle \sigma } è la tensione superficiale del mercurio e Φ l'angolo di contatto tra la superficie del mercurio e il materiale.